# Service de la recherche de la RTF
Pour l'article principal, voir Radiodiffusion-télévision française.
Le Service de recherche de la RTF est l’organe créé en 1960 au sein de cette institution publique afin d’agréger les activités de recherche fondamentale concernant la radio et la télévision. Cette instance et ses créations restent inséparables de la vie et de l’œuvre de Pierre Schaeffer, son instigateur et directeur-théoricien, homme de radio et de télévision prolifique, personnage controversé et charismatique.

## Fondations (1960-1963)
Le service de recherche de la RTF est créé selon les dispositions de la note de service no 1699/2651/CC du 24 octobre 1959 établie par Christian Chavanon qui lui donne pour mission de « promouvoir des études d’ensemble, plus précisément portant sur l’interdépendance des aspects technique, artistique et économique de la radio et de la télévision ; d’animer des centres expérimentaux dans certains domaines spécialisés où il apparaît que de nouvelles techniques conduisent à de nouveaux moyens d’expression ; d’entreprendre l’application des résultats à l’intérieur et à l’extérieur de la RTF ». Ce service mis sous la direction de Pierre Schaeffer, personnalité marquante du monde de l’audiovisuel de l’époque, polytechnicien mais aussi philosophe et brillant théoricien de la musique concrète, aussi connu pour ses audaces théoriques que pour ses talents de « fondateur de services », en guerre contre « le gâchis, l'irresponsabilité et l'indifférence ». Cet organe est également destiné à prendre le relais du Club d’essai (dirigé par le poète et ancien résistant Jean Tardieu, foyer de création et de rencontres artistiques dans la RTF, héritier du Studio d’essai, instance de création et de recherche radiophoniques fondée par Pierre Schaeffer au sein de la Radiodiffusion d’État en 1942), mais aussi du Centre d’étude de la Radio-Télévision (qui publiait les Cahiers d'études de radio télévision, en collaboration avec les PUF et avec le soutien du CNRS, une revue trimestrielle d'études et de documentation sur les aspects scientifiques et artistiques de la radiodiffusion et de la télévision), ainsi que du Groupe de recherches musicales (GRM) que présidait Pierre Schaeffer au sein de la RTF.
Une structure analogue à celle du GRM voit rapidement le jour, et fonde trois sous-groupes, dotés d’une autonomie d’initiative et d’allocation de ressources : 
- Le Groupe des recherches technologiques qui réunit dans une perspective interdisciplinaire des physiciens des psychologues, ainsi que des informaticiens et des ingénieurs de la radiodiffusion ;
- Le Groupe recherche Image lui se propose de défricher avec les professionnels du cinéma le terrain d’un autre cinéma que celui de la fiction réaliste ;
- Le Groupe d’études critiques, qui lui, est destiné à la rédaction de différents rapports de synthèse.

Le service ainsi fraîchement crée, se lance immédiatement dans l’organisation d’un festival de recherche qui constitue, pour Schaeffer « l’occasion d’un inventaire et d’une commune prospection préalable à des recherches plus informés et mieux coordonnées » et avait pour but de créer une série de contacts entre la RTF, les organismes de recherche et le public en alternant séances musicales dans la salle Gaveau et des rencontres et débats sur des thèmes tel que « musique et cybernétique », « réseaux et messages » en présence de spécialistes réputés. Vint ensuite l’élaboration d’un plan de deux ans et d’un règlement des chercheurs et la mise en place de processus d’intégration des nouveaux venus.
Pendant ces premières années, Schaeffer doit faire face à de multiples difficultés. En effet, le départ de Chavanon survient trois mois après la création du Service de recherche qui se voit ainsi privé de son principal soutien face à l’incrédulité d’une institution qui « persiste à l’ignorer résolument »  puisque l’homme, selon ses propres dires, était autant « redouté pour [s]es habiletés que pour [s]es maladresses ». Il s’agissait aussi de trancher au milieu du contenu assez flou que peut embrasser le mot recherche au sein d’une institution telle que la RTF La démarche de Schaeffer fut qualifiée d’utopique puisqu’il proposait d’« instaurer, au sein de la RTF, une cellule suffisamment originale pour qu’elle serve de modèle à une réforme de structure », dans un contexte de refonte de ce service public. Cette voie audacieuse n’était pas exempte de pierres d’achoppement, la plus grosse étant les ressources humaines ; Denis Maréchal, chercheur à l’INA en histoire des médias écrit à ce sujet :

« Paraît en effet dans plusieurs organes de presse un appel incongru mais efficace : « cherchons chercheurs sachant chercher ». Les impétrants doivent répondre à des exigences contradictoires, typiquement schaefériennes, puisqu’il ne peut s’agir que d’“artistes ayant le goût de la technique ainsi que de techniciens ayant des dons artistiques »

— [réf. nécessaire]
Cependant, dans les faits, la mission proposée au Service de recherche naissant étant particulièrement inédite et hasardeuse, il ne put recruter dans la plupart des cas que « de jeunes cinéastes sans beaucoup d’expérience, des postulants à l’antenne, des débutants ». Les premières années du Service furent donc consacrées à la formation de ces nouveaux arrivants et à une communication intensive en vue d’établir un programme et une méthodologie de recherche.
Bien que les jeunes années du Service aient été fructueuses en production d’œuvre d’essai (Achalunes de René Laloux, Caustiques de Gérard de Patris et Jacques Brissot, Foules et Prisons de Robert Lapoujade etc.), ou d’autres plus réflexives (Chercheurs 62, Réunions générales) ainsi qu’en prises de vue sur le monde des arts et du spectacle (Méthodes I,  Vitrines, Salle des pas perdus, Vu du train, etc.), elles furent particulièrement sèches en termes de recherche fondamentale. La perplexité de l’ensemble de l’ORTF face à son travail aidant, Schaeffer, disciple de Gurdjieff, de sa « mystique de la hâte » et de son « intelligence du désordre » se voit obligé de déclarer en 1963 qu’il lui faut « désormais naviguer différemment, au plus juste et au plus vite » et qu’« il ne s’agira plus désormais de persuader mais de juger »[réf. nécessaire].
Schaeffer résume les années 1960-63 en ces quelques formules laconiques « vues de l’intérieur, années de l’impossible, de l’invention, de la démarche expérimentale [...]. Vue de l’Office, celles du gaspillage du désordre. Vu de l’extérieur, des œuvres dites d’avant-garde. ».

## Le développement de la production pour l’antenne (1964-1967)
Ayant à l’esprit les mots d’Émile Biasini, directeur de l’ORTF : « produisez et vous serez considéré », Schaeffer change de cap. La production pour l’antenne passe de 20 heures en 1965 à 40 heures en 1966, passant par un cahier des charges de 80 heures en 1967, et avoisinant les 100 heures pendant les années 1970.
Voient le jour des séries comme Un certain regard, série qui propose, au travers d'émissions :
- soit une médiation entre le monde de la recherche et le grand public, auquel il tente de livrer « un reflet des grandes inquiétudes et motivations des plus éminentes personnalités du monde scientifique de [son] époque », selon les mots Jocelyne Tournet[4]. C'est ainsi pour les émissions consacrées à Roman Jakobson, Robert Oppenheimer, Oskar Morgenstern[7], ou encore Claude Lévi-Strauss ;
- soit un éclairage sur les vies et les œuvres de femmes et d’hommes illustres, avec les émissions relatives à Raymond Aron, Rosa Luxemburg, Pablo Neruda, Amadou Hampâté Bâ, Jean Rostand, etc.

D’autres, parmi les chercheurs, comme Piotr Kamler, s’essaient au développement des techniques d’animation, quelques-uns, à l’instar de Marie-Claire Patris, s’attellent à la « poétisation » du récit filmé, tandis que Gérard Patris et Jacques Brissot entreprennent de répondre à la question « l’image peut-elle aider à entendre ? » avec Les Grandes Répétitions qui montrent une musique en train de se faire.

## Bilans et combats (1968-1973)
À la fin de la période précédente, le service recherche put compter sur une cinquantaine de collaborateurs, des ressources représentant 1 % de celles de la RTF, ainsi que d’une relative liberté d’action : « un pouvoir relativement restreint mais suffisant pour s’interroger sur ses propres responsabilités » (itinéraires d’un chercheur 66.). Ainsi, Schaeffer étant intéressé par les défis théoriques, politiques et éthiques que posaient la multiplication des moyens de communication de masse, le travail du Service de Recherche fut l’occasion de répondre à cette question insistante et relativement inédite pour l’époque : « L’humanité se presse aux étranges lucarnes. Que lui donner à voir ? ».
Mais dans un Office désormais « à vocation industrielle et commerciale », bouleversé par l’introduction de la publicité et de nouvelles contraintes managériales, les préoccupations du Service de recherche n’engagent que peu d’enthousiasme chez la direction de l’institution.
L’année 1968 fut une année de troubles majeurs en France, l’ORTF et à fortiori le service de recherche ne furent pas épargnés : les employés de l’organisme participent aux grèves dès le début du mois de mai et seront les derniers à rejoindre leurs postes respectifs, sans avoir su imposer les ré agencements structurels pour lesquels ils avaient milité. Elle fut aussi celle de la « bataille des Shadoks », cette série d’animation composée de courts épisodes d’une durée de 2 minutes, dont le directeur de la RTF, Émile Biasini avait commandé 54 épisodes, avant d’être évincé par les événements de mai, et qui était prévue à la diffusion, chose inédite pour une production du service de la recherche, à 20 h 30. Cette série, d’une particulière causticité aux accents anarchistes, ne manqua pas de troubler, l’opinion publique française et de provoquer de fermes réactions de rejets ou d’enthousiasme.
Un nouveau directeur est en 1969 chargé d’apaiser l’ORTF. Jean-Jacques de Bresson institue le service recherche, en continuité avec les missions précédentes de celui-ci, en « structure d’accueil » pour les jeunes auteurs et les chercheurs. Voit le jour une division de recherche professionnelle, qui conformément aux objectifs abandonnés au début des années 1960 mène des études de prospective sur l’état de l’art et de la technique dans le domaine, ainsi qu’un travail sur la formation à et par l’audiovisuel. Voit le jour également une division des programmes qui continue sa collaboration avec les autres services de l’ORTF en vue de la coproduction d’une grille annuelle qui avoisine désormais les 100 heures. Cela étant dit, l’existence du service n’en fut pas moins éprouvante. Les causes sont doubles :
- les méthodes de travail quelquefois excentriques de Schaeffer qu’il résume en ces « petites clefs ésotériques de la recherche » : 
  - Clef de la connaissance : tout est dans tout.
  - Clef de la sélection : l’avenir du candidat.
  - Clef de la formation : l’infirmité des savoirs.
  - Clefs de l’organisation : les premiers seront les derniers.
  - Clefs de la production : fermée de l’intérieur.
- la réaction hostile d’une institution sclérosée par des années d’étatisme et paniquée par son devoir nouveau de se plier aux règles d’une économie de marché.

C'est en novembre de la même année que Schaeffer appelle à ses côtés, comme directeur adjoint du Service, André Clavé. Ce dernier sort de quinze années à la direction du Studio-École, de la SORAFOM (tous deux créés par Schaeffer en 1955). La SORAFOM est devenue l'OCORA en 1962. Clavé jouera un rôle essentiel et notamment dans l'apaisement des relations entre Schaeffer et les services internes, en raison de la grande et ancienne amitié qu'ils nourrissaient l'un pour l'autre, ainsi que du profond respect qu'ils partageaient.

## La fin d’une exception (1974)
Le coup de grâce s’abat sur le service recherche lors de l’éclatement de l’ORTF décidé par Valéry Giscard d'Estaing en 1974, en trois sociétés de programmes audiovisuels mises en concurrence. La loi d’août 1974, omet de traiter du sort du service des archives, de la formation professionnelle et de la recherche. Schaeffer, alors à un an de l’âge de la retraite, décide alors de mobiliser un groupe de parlementaires de diverses tendances, mais qui ont une connaissance des enjeux et métiers du secteur de l’audiovisuel, afin de sauver les services mentionnés. Ils sont au bout de diverses tractations regroupés au sein d’un inédit Institut national de l'audiovisuel, dont la présidence est confiée à Pierre Emmanuel et la direction à Michel Roux.
Les archives du Service de la Recherche de 1949 à 1974 sont conservées et consultables aux Archives nationales.